# Wrath of the Demon
Wrath of the Demon is een computerspel uit 1990. Het kwam eerst uit voor de Commodore Amiga. Een jaar later volgende ook de platforms Atari ST, Microsoft Windows, Apple Macintosh en Commodore 64. Het werd ontwikkeld door Abstrax en uitgegeven door ReadySoft Incorporated. Het spel begint op een paard waarbij de speler over diverse obstakels moet springen. Hierna vervolgt het spel verder als sidescrolling platformspel waarbij de speler met zijn zwaard tegenstanders moet verslaan en voorwerpen verzamelen.

## Platforms
| jaar | platform                          |
| ---- | --------------------------------- |
| 1990 | Amiga                             |
| 1991 | Atari ST, CDTV, Commodore 64, DOS |

## Ontvangst
| Beoordeeld door                | Platform | Datum          | Score |
| ------------------------------ | -------- | -------------- | ----- |
| Amiga Joker                    | CDTV     | september 1991 | 80%   |
| Amiga Action                   | Amiga    | maart 1991     | 79%   |
| The One                        | Amiga    | februari 1991  | 79%   |
| Amiga Joker                    | Amiga    | januari 1991   | 76%   |
| Amiga Games                    | CDTV     | oktober 1994   | 58%   |
| Computer and Video Games (CVG) | Amiga    | maart 1991     | 55%   |
| Power Play                     | Amiga    | maart 1991     | 52%   |
| The DOS Spirit                 | DOS      | 14 juni 2009   | 33%   |